# Shopify
Shopify — інтернет-компанія, яка займається розробкою програмного забезпечення для онлайн і роздрібних магазинів. Штаб-квартира знаходиться в Оттаві, Канада.
Shopify була створена в 2004 році групою однодумців, які збиралися створити інтернет-магазин з торгівлі дошками для сноуборду.
Спочатку компанія отримала назву Jaded Pixel Technologies Inc. і в 2011 році змінила назву на Shopify Inc.
За підсумками 2016 року компанія відзвітувала про 377500 клієнтів і суми продажів магазинів в 29 млрд доларів (з дати створення Shopify).

## Історія
У 2004 році Тобіас Лютке, Даніель Вайнланд і Скотт Лейк вирішили створити інтернет-магазин сноубордингу SnowDevil. Відсутність готового рішення для створення інтернет-магазину наштовхнуло на думку розробити власний програмний продукт.
Інструментом розробки став фреймворк Ruby on Rails. За 2 місяці була створена перша версія магазину SnowDevil. У 2006 році була запущена платформа для побудови онлайн-магазину Shopify.
У червні 2009 року Shopify запускає магазин застосунків Shopify App Store [Архівовано 19 листопада 2017 у Wayback Machine.]. Розробники застосунків можуть доповнювати Shopify новими функціями.
У початку 2014 року запускається новий проект — Shopify Plus [Архівовано 16 листопада 2017 у Wayback Machine.]. Це рішення дає можливість магазинам обробляти до 4 млн запитів в секунду і забезпечує до 10 тис. покупок в секунду. Відомі клієнти Shopify Plus: Wikipedia, Tesla, Google, Citizen, Mozilla.
В середині 2014 року було укладено партнерську угоду з Pinterest — у Shopify був доданий новий канал продажу. При розміщенні в Pinterest фотографії товару можуть містити інформацію про ціну і про залишки. Для підключення каналу потрібно реєструвати Pinterest business account [Архівовано 13 листопада 2017 у Wayback Machine.].
14 квітня 2015 Shopify оголосила про лістинг на Нью-Йоркській Фондовій біржі (SHOP) і Фондовій Біржі Торонто (SH). 21 травня 2015 компанія стала публічною зібравши 131 млн доларів.
У вересні 2015 Amazon.com оголошує про закриття сервісу Amazon Webstore і рекомендує платформу Shopify як інструмент організації продажів для Amazon. В налаштуваннях магазину з'явився новий канал продажів Amazon, який активується після реєстрації облікового запису Amazon Pro. Додана інтеграція з сервісом зберігання товару і виконання замовлень — Fulfillment by Amazon [Архівовано 25 листопада 2017 у Wayback Machine.].
У вересні 2015 року Shopify оголошує про відкриття нового каналу продажів — магазин у Facebook. Перенесення товару в Facebook відбувається протягом 24 годин з моменту затвердження товарів Facebook.
Наприкінці 2017 року підключається платіжний шлюз — LiqPay. Поки оборот Shopify через LiqPay не досягне 1 млн доларів, потрібно вручну підключати платіжний шлюз LiqPay до Shopify.
У 2018 році додається ще платіжний шлюз WayForPay.